# Faktor třetího muže
Faktor třetího muže, nebo Fenomén třetího muže (anglicky Third man factor) je psychologický jev, při němž lidé v extrémních situacích, často ohrožujících život, pociťují přítomnost neviditelné bytosti poskytující útěchu a podporu. Tato zkušenost byla hlášena horolezci, polárními průzkumníky, trosečníky a dalšími osobami v krizových situacích. Název jevu pochází z básně T. S. Eliota The Waste Land (česky Pustá země) a byl popularizován alpinistou Frankem Smythem po jeho expedici na Mount Everest v roce 1933.

## Historie
Sir Ernest Henry Shackleton ve své knize South (Jih) z roku 1919 popsal své přesvědčení, že se k němu a jeho mužům během poslední etapy jeho antarktické expedice v letech 1914–1917, která na více než dva roky uvízla v ledu a při pokusu dostat se do bezpečí prožila nesmírné útrapy, připojil nehmotný společník. Shackleton napsal: „Během toho dlouhého a trýznivého šestatřicetihodinového pochodu přes bezejmenné hory a ledovce Jižní Georgie se mi často zdálo, že jsme čtyři, a ne tři.“ Jeho přiznání vedlo k tomu, že se přihlásili další lidé, kteří přežili extrémní podmínky, a podělili se o podobné zážitky.
Řádky 359 až 365 modernistické básně T. S. Eliota The Waste Land z roku 1922 byly inspirovány Shackletonovým zážitkem, jak autor sám uvádí v poznámkách přiložených k dílu. Právě zmínka o „třetím“ v této básni dala tomuto jevu jméno (přestože se může vyskytnout i u osamoceného člověka v nebezpečí).
V posledních letech se k tomuto jevu přihlásili známí dobrodruzi jako horolezec Reinhold Messner a polárníci Peter Hillary a Ann Bancroftová. Podle jedné studie případů týkajících se dobrodruhů tvořili největší skupinu horolezci, druhou nejčastější skupinou byli sóloví námořníci a lidé, kteří přežili ztroskotání lodi, následováni polárníky. Podobný zážitek zdokumentoval horolezec Joe Simpson ve své knize Touching the Void (češtině Setkání se smrtí) z roku 1988, kde popisuje svůj zážitek blízké smrti v peruánských Andách. Simpson popisuje „hlas“, který ho povzbuzoval a usměrňoval, když se plazil zpět do základního tábora poté, co utrpěl těžké poranění nohy vysoko na Siula Grande a spadl ze skály do průrvy. Někteří novináři fenomén přirovnávají k představě anděla strážného nebo imaginárního přítele. Faktor třetího muže zpopularizovala kniha Johna G. Geigera The Third Man Factor z roku 2009, která dokumentuje desítky příkladů.
Moderní psychologové využívají faktor třetího muže při léčbě obětí traumat.

## Vědecký pohled
Fenomén třetího muže, ačkoli je často popisován jako mystický zážitek, může mít vícero vědeckých vysvětlení. Tato vysvětlení zahrnují neurologické a psychologické faktory, stejně jako evoluční perspektivu.
Z neurologického hlediska může být fenomén způsoben změněnými stavy vědomí. Extrémní stres, vyčerpání nebo nedostatek kyslíku mohou vést k těmto změněným stavům, které následně mohou vyvolat i halucinace. Některé studie také naznačují, že stimulace určitých oblastí spánkového laloku může vyvolat pocit "přítomnosti neviditelného".
Fenomén může být také považován za psychologický obranný mechanismus, který pomáhá jedinci zvládat extrémní stres a izolaci. V extrémních situacích může dojít k disociaci, kdy část vědomí vytvoří zdánlivě vnější entitu poskytující podporu.
Z evoluční perspektivy může fenomén třetího muže poskytovat evoluční výhodu zvýšením odolnosti a motivace v extrémních situacích.
Výzkum tohoto fenoménu pokračuje v několika směrech. Neurozobrazovací studie využívající fMRI a další zobrazovací techniky se snaží identifikovat mozkové oblasti spojené s tímto fenoménem. Vědci také provádějí experimenty simulující extrémní podmínky, aby lépe pochopili fyziologické a psychologické faktory vedoucí k tomuto jevu. Systematické studium hlášených případů pomáhá identifikovat společné faktory a spouštěče fenoménu.
Ačkoli vědecký výzkum poskytuje stále více poznatků o možných mechanismech stojících za fenoménem třetího muže, přesné neurobiologické a psychologické procesy zůstávají předmětem probíhajícího zkoumání.